# DFS Classic 1982
Il DFS Classic 1982  è stato un torneo di tennis giocato sull'erba. È stata la 1ª edizione del DFS Classic, che fa parte del WTA Tour 1982. Si è giocato al Edgbaston Priory Club a Birmingham in Inghilterra, dal 7 al 13 giugno 1982.

## Campionesse

### Singolare
Billie Jean King ha battuto in finale  Rosalyn Fairbank Nideffer con il punteggio di 6–2, 6–1

### Doppio
Jo Durie /  Anne Hobbs hanno battuto in finale  Rosie Casals /  Wendy Turnbull con il punteggio di 6–3, 6–2